# Procédé Birkeland-Eyde

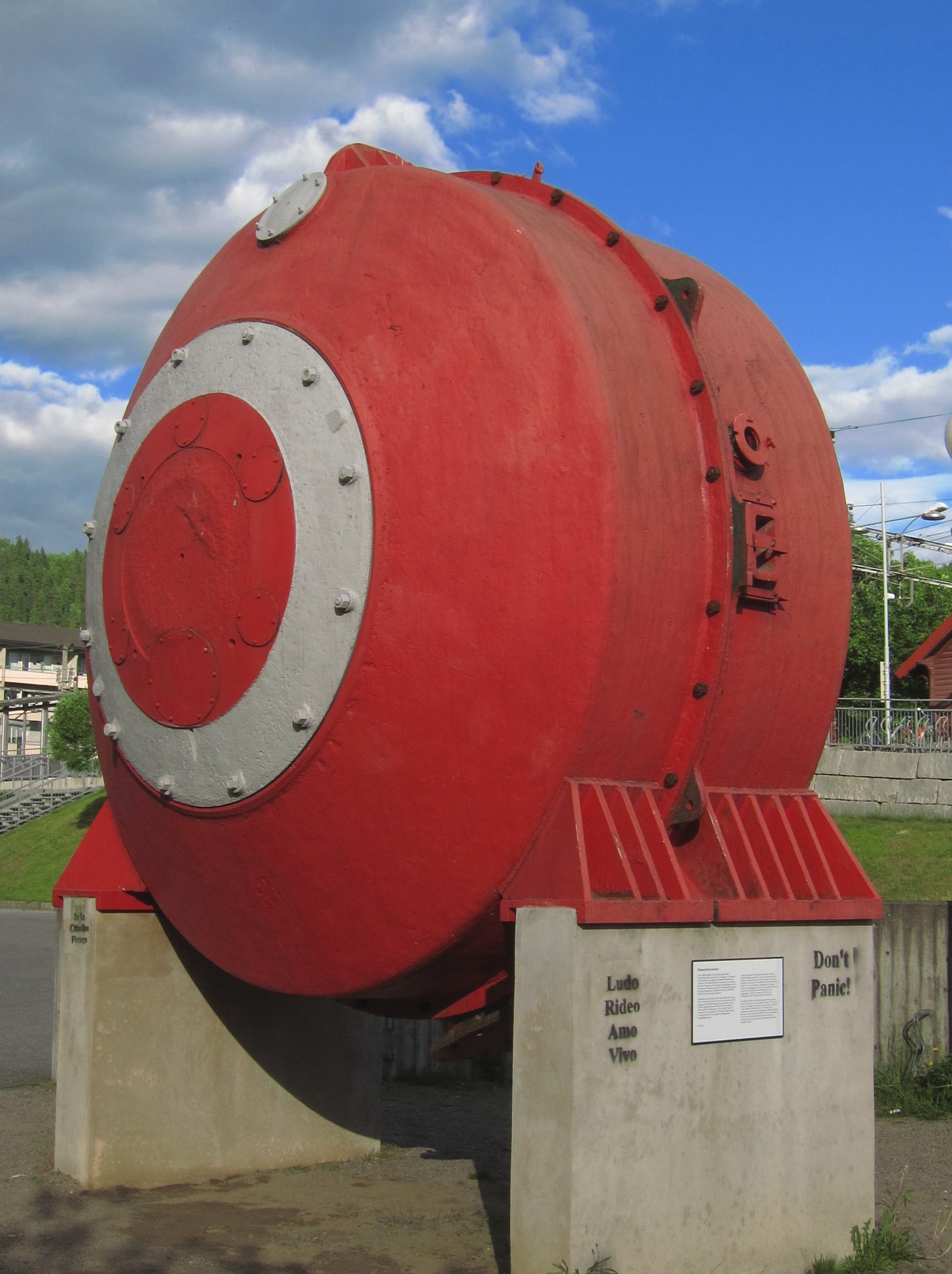
Four électrique Birkeland-Eyde de Norsk Hydro utilisé pour le procédé Birkeland-Eyde de 1916 à 1940, et exposé à Rjukan, en Norvège.

Le procédé Birkeland–Eyde est un procédé physico-chimique destiné à fixer l'azote atmosphérique à l'aide d'arcs électriques. Lorsque fixé, l'azote sert à fabriquer de l'oxyde nitrique (NO) servant à son tour à fabriquer des engrais azotés synthétiques. Ce procédé a été mis au point par le scientifique et homme d'affaires norvégien Kristian Birkeland ainsi que l'homme d'affaires Samuel Eyde en 1903. Kristian Birkeland a reçu le brevet US 775123 du USPTO en 1904. Les deux Norvégiens se sont appuyés sur une méthode mis au point par Henry Cavendish en 1784. 
Deux usines furent mises en fonction à Rjukan et à Notodden en Norvège, elles puisaient leur énergie électrique de grands barrages hydroélectriques.
Comparativement à d'autres procédés mis au point ultérieurement, il est industriellement et économiquement obsolète en termes d'énergie. Dans les années 1920, le procédé Haber-Bosch le remplace avantageusement pour la fabrication des engrais synthétiques. Le procédé Ostwald le remplacera pour la synthèse de l'acide nitrique.

## Description
Un arc électrique est créé entre deux électrodes coaxiales et, en appliquant un fort champ magnétique, il est étendu sur un disque mince. La température du plasma sur le disque dépasse 3 000 °C. De l'air est soufflé sur cet arc, amorçant ainsi une réaction entre l'azote et l'oxygène atmosphérique, ce qui provoque la création d'oxyde nitrique. En contrôlant l'énergie de l'arc et la vitesse de l'air, il est possible d'atteindre un taux de rendement de 4 % en oxyde nitrique. Cette réaction se fait naturellement lorsqu'un éclair survient.
Comparativement à d'autres procédés de fixation de l'azote, il demande beaucoup d'énergie, environ 15 MWh/tonne d'oxyde nitrique. C'est pourquoi les sites de synthèse étaient installés près d'importantes centrales électriques.
Chimiquement, les réactions suivantes surviennent.
De l'azote et de l'oxygène se combinent pour donner de l'oxyde nitrique :
Chaud, l'oxyde nitrique est refroidi et se lie à l'oxygène atmosphérique pour produire du dioxyde d'azote :
Ce dioxyde d'azote est alors dissous dans de l'eau pour former de l'acide nitrique, qui sera purifié par distillation fractionnée :